# 傅美兒
傅美兒（1980年—），馬來西亞華裔鋼琴家，森美蘭芙蓉人。師從揚蒂·所羅門、克里斯多福·艾爾頓、亞歷山大·薩茲。

## 生平簡歷
傅美兒4歲學琴，13歲时在捷克鋼琴國際賽取得同齡組別冠軍，15歲時，在鋼琴家郁君貽的幫助與安排下到英國学习。在英國寄宿型音樂專門學校威爾斯大教堂學校讀書4年後，取得獎學金在英國倫敦皇家音樂學院（RCM）学习4年，之後在倫敦大學皇家音樂學院（RAM）完成碩士學位。期間師從揚蒂·所羅門、克里斯多福·艾爾頓、亞歷山大·薩茲。
2008年，在雅典贏得瑪莉亞卡拉絲國際大賽（Maria Callas Grand Prix）后展露頭角。2013年，第二張專輯獲得BBC音樂雜誌年度新進藝人大獎（Newcomer of the Year）。瑞士琉森音樂節的初演，在瑞士德語廣播電視獲票選爲年度最佳表演。2005年，出首張獨奏專輯；2013年得獎的第二張專輯《音樂玩具》（Musical Toys）曾登上亞馬遜古典音樂排行榜的第三名，專輯中有索菲婭·古拜杜林娜、陳銀淑、利蓋蒂·捷爾吉的作品；第三張專輯《ConNotations》的收益則捐助沙巴仙本那海洋保育計劃。
2011年，森美蘭君主以傅氏對藝術及音樂的貢獻卓著，頒授端姑慕力玆效忠獎章。
定居英國，如今在皇家威爾斯音樂和戲劇學院任教。

## 外部連結
- 官方網頁 （页面存档备份，存于）